# Хлорид дивольфрама-трикалия
Хлорид дивольфрама-трикалия — неорганическое соединение, двойной хлорид калия и вольфрама с формулой K3W2Cl9, зеленоватые кристаллы, не растворяется в воде.

## Получение
- Восстановление порошкообразным оловом вольфрамата калия в соляной кислоте:

{\displaystyle {\mathsf {2K_{2}WO_{4}+3Sn+16HCl\ {\xrightarrow {}}\ K_{3}W_{2}Cl_{9}\downarrow +3SnCl_{2}+KCl+8H_{2}O}}}

## Физические свойства
Хлорид дивольфрама-трикалия образует зеленоватые кристаллы гексагональной сингонии, пространственная группа P 63/m, параметры ячейки a = 0,716 нм, c = 1,616 нм, Z = 2.
Не растворяется в воде.